# Noma (restaurant)
Noma és un restaurant danès situat a Nordatlantes Brygge, un antic celler a Copenhaguen, ara convertit en centre cultural per a l'àrea de l'atlàntic nord.
Considerat per The Restaurant Magazine com el «Millor restaurant del món» el 2010, 2011, 2012, 2014 i 2021, també té 3 estrelles a la Guia Michelin.
El nom Noma és un acrònim del danès "nordisk mad", que significa "menjar nòrdic". La base dels menús són ingredients locals i representa la cuina danesa moderna. René Redzepi és el cap de cuina i copropietari del restaurant.